# Vladimír Bezděk
Vladimír Bezděk (21. června 1974 Velké Opatovice) je český ekonom, předseda představenstva AVANT investiční společnost, a.s. Působil jako předseda tzv. Bezděkovy komise a v současnosti je členem NERV.
Vystudoval Vysokou školu ekonomickou v Praze a University of Manchester v Anglii. Od roku 1997 pracoval v Institutu ekonomie ČNB. Později se stal analytikem fiskální politiky a poradcem Bankovní rady. Od roku 2003 byl manažerem v oblasti fiskální politiky. Dále byl generálním ředitelem v pojišťovně Aegon a předseda poradního orgánu vlády pro penzijní reformu. Věnoval se také spolupráci s Transparency International ČR. V dubnu 2023 se stal ekonomickým poradcem prezidenta Petra Pavla.
Je ženatý, má tři dcery a jednoho syna.